# Michele Morini
Michele Morini (Oleggio, 14 gennaio 1818 – Novara, 12 gennaio 1886) è stato un politico italiano.
Fu senatore del Regno d'Italia dalla XV legislatura.